# Per-Erik Nilsson
Nils Per-Erik Nilsson, född 5 januari 1930 i Arvidsjaur, död 15 januari 2016 i Bromma, var en svensk jurist och ämbetsman. Han var hovrättspresident och chefs-JO.
Nilsson studerade vid Uppsala universitet, där han avlade juris kandidatexamen 1956. Han genomförde tingstjänstgöring 1957–1959, blev fiskal vid Hovrätten för Övre Norrland 1960, var tingssekreterare i Torneå domstol 1961–1963, blev assessor vid Hovrätten för Övre Norrland 1964, var sakkunnig vid Justitiedepartementet 1966–1972, rättschef vid Statsrådsberedningen 1972–1977 och hovrättspresident för Hovrätten för Övre Norrland 1977–1978. Han var justitieombudsman (JO) 1978–1987, och under den tiden tillika administrativ chef 1978–1986 och chefs-JO 1986–1987. Han har också varit ordförande i Pressens pensionskassa. Nilsson avskedades som chefs-JO 1987 efter att det uppmärksammats i pressen att han ordnat så att hans barn fick hyra två centralt belägna lägenheter i Stockholm i fastigheter som pensionskassan ägde, samt att han lät justitieombudsmannaämbetet betala en semesterresa till Portugal med förevändningen att han bjudits in av Portugals motsvarighet till JO, vilket förnekades från portugisisk sida.
Åren 1989–1995 var han överdirektör för Statens invandrarverk.
Han var även ordförande i Juristkommissionen som undersökte hur utredningen efter mordet på Olof Palme fungerat, som verkade från maj 1986 till december 1987. Han satt också i stiftelsen Expo som ger ut tidskriften som bland annat granskar främlingsfientlighet i Sverige. Per-Erik Nilsson är begraven på Bromma kyrkogård.